# Gimeaux
Gimeaux est une commune française, située dans le département du Puy-de-Dôme en région Auvergne-Rhône-Alpes.
Situé dans le pays brayaud, Gimeaux est proche de la ville de Riom. Elle fait aussi partie de la vaste aire d'attraction de Clermont-Ferrand.

## Géographie

### Localisation
Gimeaux est située au nord du département du Puy-de-Dôme, entre Combronde et Riom.
Quatre communes sont limitrophes :
|          |                   | Beauregard-Vendon |
| Prompsat | Gimeaux           | Davayat           |
|          | Yssac-la-Tourette |                   |

### Voies de communication et transports
Le territoire de la commune est traversé par les routes départementales 15 (nord-sud) et 17 (est-ouest). La route départementale 2144 passe à l'est de la commune et permet de rejoindre les autoroutes A71 et A89 vers Riom, Clermont-Ferrand et l'ouest du département.

### Climat
Pour des articles plus généraux, voir Climat d'Auvergne-Rhône-Alpes et Climat du Puy-de-Dôme.
En 2010, le climat de la commune est de type climat océanique dégradé des plaines du Centre et du Nord, selon une étude du Centre national de la recherche scientifique s'appuyant sur une série de données couvrant la période 1971-2000. En 2020, Météo-France publie une typologie des climats de la France métropolitaine dans laquelle la commune est exposée à un climat de montagne ou de marges de montagne et est dans la région climatique Nord-est du Massif Central, caractérisée par une pluviométrie annuelle de 800 à 1 200 mm, bien répartie dans l’année.
Pour la période 1971-2000, la température annuelle moyenne est de 10,9 °C, avec une amplitude thermique annuelle de 16,4 °C. Le cumul annuel moyen de précipitations est de 728 mm, avec 9,5 jours de précipitations en janvier et 6,9 jours en juillet. Pour la période 1991-2020, la température moyenne annuelle observée sur la station météorologique de Météo-France la plus proche, « Sayat_sapc », sur la commune de Sayat à 14 km à vol d'oiseau, est de 11,2 °C et le cumul annuel moyen de précipitations est de 776,1 mm,. Pour l'avenir, les paramètres climatiques de la commune estimés pour 2050 selon différents scénarios d'émission de gaz à effet de serre sont consultables sur un site dédié publié par Météo-France en novembre 2022.

## Urbanisme

### Typologie
Au 1er janvier 2024, Gimeaux est catégorisée bourg rural, selon la nouvelle grille communale de densité à sept niveaux définie par l'Insee en 2022.
Elle est située hors unité urbaine. Par ailleurs la commune fait partie de l'aire d'attraction de Clermont-Ferrand, dont elle est une commune de la couronne,. Cette aire, qui regroupe 209 communes, est catégorisée dans les aires de 200 000 à moins de 700 000 habitants,.

### Occupation des sols
L'occupation des sols de la commune, telle qu'elle ressort de la base de données européenne d’occupation biophysique des sols Corine Land Cover (CLC), est marquée par l'importance des territoires agricoles (74,2 % en 2018), une proportion identique à celle de 1990 (74,2 %). La répartition détaillée en 2018 est la suivante : terres arables (57,3 %), zones agricoles hétérogènes (16,8 %), forêts (14,4 %), zones urbanisées (11,4 %). L'évolution de l’occupation des sols de la commune et de ses infrastructures peut être observée sur les différentes représentations cartographiques du territoire : la carte de Cassini (XVIIIe siècle), la carte d'état-major (1820-1866) et les cartes ou photos aériennes de l'IGN pour la période actuelle (1950 à aujourd'hui).

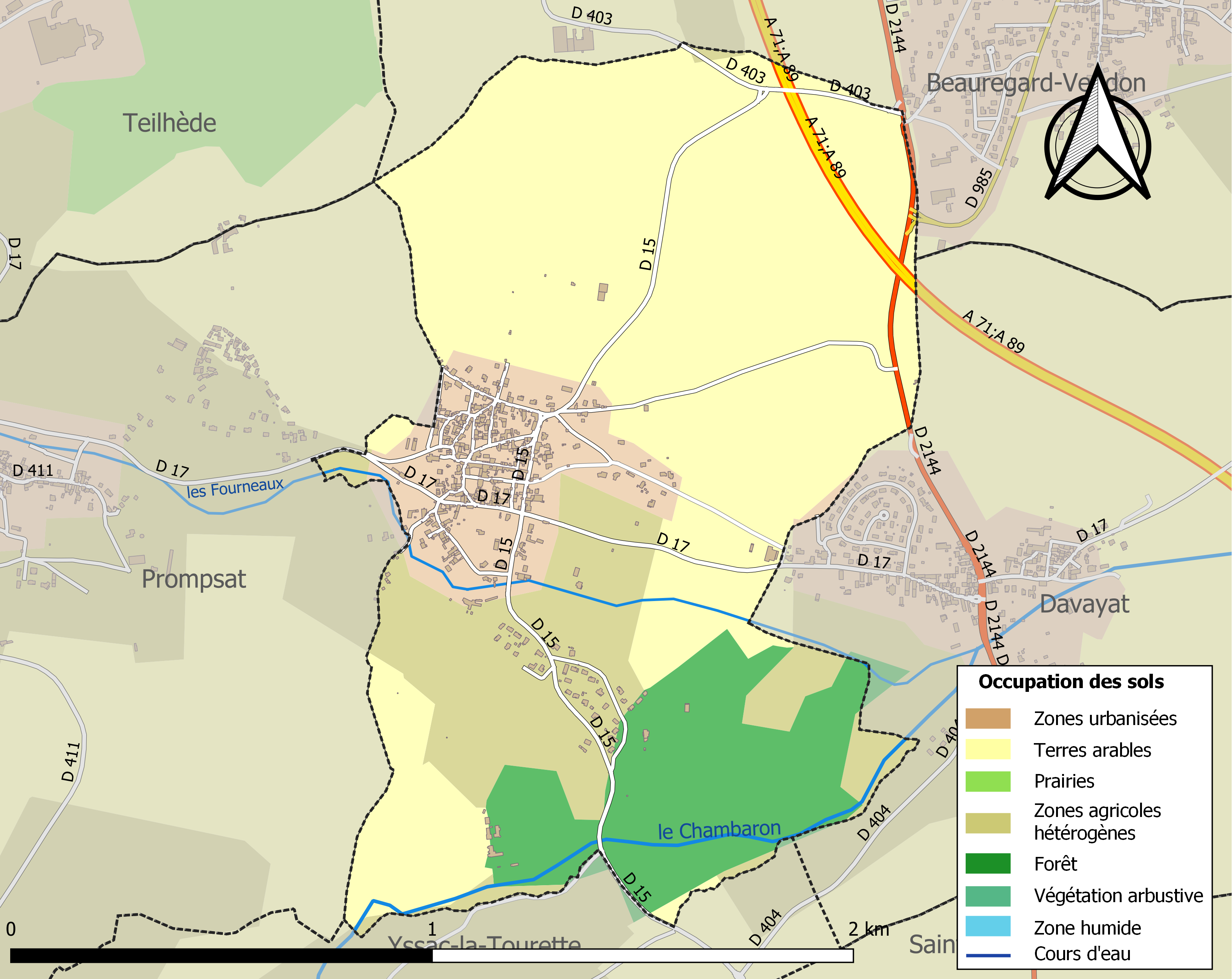
Carte des infrastructures et de l'occupation des sols de la commune en 2018 (CLC).

## Toponymie
Le nom de Gimeaux est la francisation de l'occitan Gimiaus, lui-même venant de l'ancien occitan Gimels. L'origine même de ce toponyme médiéval peut provenir du nom de personne gaulois Giamillus.

## Politique et administration

### Découpage territorial
La commune de Gimeaux est membre de la communauté de communes Combrailles Sioule et Morge, un établissement public de coopération intercommunale (EPCI) à fiscalité propre créé le 1er janvier 2017 dont le siège est à Manzat. Ce dernier est par ailleurs membre d'autres groupements intercommunaux. De 2010 à 2016, elle était membre de la communauté de communes des Côtes de Combrailles.
Sur le plan administratif, elle est rattachée à l'arrondissement de Riom, à la circonscription administrative de l'État du Puy-de-Dôme et à la région Auvergne-Rhône-Alpes. Jusqu'en mars 2015, elle faisait partie du canton de Combronde.
Sur le plan électoral, elle dépend du canton de Saint-Georges-de-Mons pour l'élection des conseillers départementaux, depuis le redécoupage cantonal de 2014 entré en vigueur en 2015, et de la deuxième circonscription du Puy-de-Dôme pour les élections législatives, depuis le dernier découpage électoral de 2010 (sixième circonscription avant 2010).

### Élections municipales et communautaires

#### Élections de 2020
Le conseil municipal de Gimeaux, commune de moins de 1 000 habitants, est élu au scrutin majoritaire plurinominal à deux tours avec candidatures isolées ou groupées et possibilité de panachage. Compte tenu de la population communale, le nombre de sièges à pourvoir lors des élections municipales de 2020 est de 11. La totalité des onze candidats en lice est élue dès le premier tour, le 15 mars 2020, avec un taux de participation de 66,03 %.
Le conseil municipal a réélu le maire Sébastien Guillot le 26 mai 2020 et désigné trois adjoints et sept conseillers municipaux,.

#### Chronologie des maires
| Période          | Période                     | Identité           | Étiquette | Qualité |
| ---------------- | --------------------------- | ------------------ | --------- | --- |
| avant 1995       | ?                           | Antoine Debord     |           | |
| mars 2008        | février 2011                | Charles Domas      |           | |
| février 2011     | octobre 2012 (démission)    | Jacques Chaput     |           | |
| 23 novembre 2012 | En cours (au 11 avril 2023) | Sébastien Guillot, | PS        | Secrétaire général à la mairie de Ménétrol Président de la communauté de communes Combrailles Sioule et Morge |

## Population et société

### Démographie
L'évolution du nombre d'habitants est connue à travers les recensements de la population effectués dans la commune depuis 1793. Pour les communes de moins de 10 000 habitants, une enquête de recensement portant sur toute la population est réalisée tous les cinq ans, les populations de référence des années intermédiaires étant quant à elles estimées par interpolation ou extrapolation. Pour la commune, le premier recensement exhaustif entrant dans le cadre du nouveau dispositif a été réalisé en 2007.

En 2022, la commune comptait 388 habitants, en évolution de −3,24 % par rapport à 2016 (Puy-de-Dôme : +2,1 %, France hors Mayotte : +2,11 %).
| 1793 | 1800 | 1806 | 1821 | 1831 | 1836 | 1841 | 1846 | 1851 |
| ---- | ---- | ---- | ---- | ---- | ---- | ---- | ---- | ---- |
| 544  | 571  | 671  | 607  | 627  | 659  | 671  | 642  | 663  |

| 1856 | 1861 | 1866 | 1872 | 1876 | 1881 | 1886 | 1891 | 1896 |
| ---- | ---- | ---- | ---- | ---- | ---- | ---- | ---- | ---- |
| 628  | 600  | 587  | 566  | 551  | 493  | 482  | 433  | 431  |

| 1901 | 1906 | 1911 | 1921 | 1926 | 1931 | 1936 | 1946 | 1954 |
| ---- | ---- | ---- | ---- | ---- | ---- | ---- | ---- | ---- |
| 413  | 392  | 389  | 334  | 291  | 270  | 280  | 296  | 265  |

| 1962 | 1968 | 1975 | 1982 | 1990 | 1999 | 2006 | 2007 | 2012 |
| ---- | ---- | ---- | ---- | ---- | ---- | ---- | ---- | ---- |
| 307  | 279  | 277  | 282  | 318  | 318  | 383  | 392  | 405  |

| 2017 | 2022 | - | - | - | - | - | - | - |
| ---- | ---- | - | - | - | - | - | - | - |
| 401  | 388  | - | - | - | - | - | - | - |

### Enseignement
Gimeaux dépend de l'académie de Clermont-Ferrand.
Les élèves commencent leur scolarité à l'école élémentaire publique de la commune. Ils la poursuivent au collège de Châtel-Guyon puis au lycée Virlogeux ou Pierre-Joël-Bonté de Riom.

### Manifestations culturelles et festivités
Entre 1996 et 2014 au mois d'avril le village accueille dans les rues et locaux municipaux des artistes de tout horizon.
Le Printemps de Gimeaux a été créé pour promouvoir les artistes locaux et régionaux, en proposant d'exposer leurs travaux et a été le fil conducteur de cette manifestation jusqu'à sa dernière édition en 2014.
L'évènement rassemble de nombreux visiteurs invités chaque année à déambuler dans les rues du village au gré des rencontres avec les artistes.
L'amicale laïque de Gimeaux créée en 1961, organise de nombreuses manifestations dans la commune, comme la Fête Patronale ou un concours de Pétanque

## Culture locale et patrimoine

### Lieux et monuments
- Chapelle Saint-Nicolas (XIIe siècle).
- Monument dédié aux mânes des héros de juillet 1830.
- Château de Montaclier (XIXe siècle).
- Sources pétrifiantes[37].

### Personnalités liées à la commune

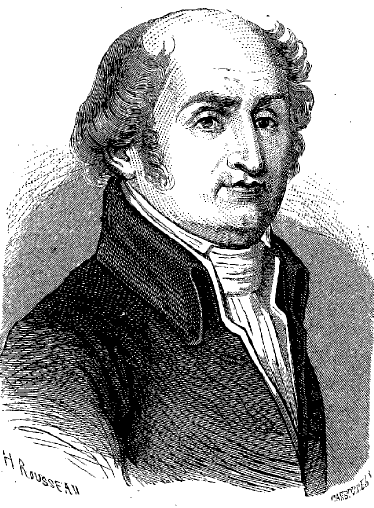
Charles-Gilbert Romme.

- Charles-Gilbert Romme : élu le 18 février 1793 président du comité de l'instruction publique de la Convention. Il fait adopter le télégraphe aérien de l'ingénieur Claude Chappe[38].